# Columbina passerina
La tortolita azul, coconita, cococha o columbita común,  también conocida como rolita, tortolita pico rojo o tórtola coquita  (Columbina passerina) es una especie de ave columbiforme de la familia Columbidae (palomas, tortolitas y coquitas). Es una pequeña paloma tropical del Nuevo Mundo que se encuentra en Bermudas, sur de Estados Unidos, México, el Caribe y Sudamérica, tan al sur como el nordeste de Brasil. En México vive en los 32 estados del país.
Esta tortolita es de tamaño pequeño, no más de 17 cm de largo, con un peso promedio de 32 g. Plumaje del lomo de los adultos color gris marrón con pintas negras. Del pecho a la cabeza la apariencia es escamada. Su cola color marrón por el centro presenta bandas negras en los lados y puntas blancas. Pico naranja tiznado de negro. En vuelo, sus alas por debajo muestran una coloración castaña. Macho adulto con cabeza, cuello y pecho rosáceos, vientre rosa liso y nuca azul; hembra y juveniles con cabeza, cuello y pecho gris claro y nuca gris. Habita en los montes y espacios abiertos. En México la NOM-059-SEMARNAT-2010 no la considera bajo alguna de sus categorías de riesgo; la UICN 2019-1 la considera como de Preocupación menor.

## Descripción
Son pequeños, de no más de 17 cm de largo; su peso es normalmente de 32 g. Los adultos tienen el plumaje del lomo de color gris marrón, con pintas negras. Tienen una apariencia escamada del pecho a la cabeza. La cola es marrón por el centro, con bandas negras en los lados y puntas blancas. El pico es naranja tiznado de negro. En vuelo, sus alas muestran, por debajo, una coloración castaña.
El macho adulto tiene la cabeza, el cuello y el pecho rosáceos, el vientre rosa liso y la nuca azul, mientras que la hembra y los juveniles tienen la cabeza, el cuello y el pecho de color gris claro y la nuca gris.
Conocidas en México como Coconitas.
Hacen un reclamo suave: ua-ap.

### Dieta
Es granívora, a pesar de que también se alimenta de insectos y serpientes pequeñas.

## Historia natural
Habita espacios abiertos, y montes. Construye nidos endebles sobre árboles y pone dos huevos blancos. Tiene vuelo rápido y directo, con batidos regulares y ocasionales coletazos, característicos de las palomas en general. 

## Subespecies
Se conocen 18 subespecies de Columbina passerina:
- Columbina passerina albivitta (Bonaparte ,1855)
- Columbina passerina antillarum (Lowe, 1908)
- Columbina passerina bahamensis (Maynard, 1887)
- Columbina passerina exigua (Riley, 1905)
- Columbina passerina griseola Spix 1825
- Columbina passerina insularis (Ridgway, 1888)
- Columbina passerina jamaicensis (Maynard, 1899)
- Columbina passerina nana (Todd, 1913)
- Columbina passerina navassae (Wetmore, 1930)
- Columbina passerina neglecta (Carriker, 1910)
- Columbina passerina nigrirostris (Danforth, 1935)
- Columbina passerina pallescens (Baird, SF., 1860)
- Columbina passerina parvula (Todd, 1913)
- Columbina passerina passerina (Linnaeus, 1758)
- Columbina passerina portoricensis (Lowe, 1908)
- Columbina passerina quitensis (Todd, 1913)
- Columbina passerina socorroensis (Ridgway, 1887)
- Columbina passerina trochila (Bonaparte, 1855)